# Retablo de fantoches

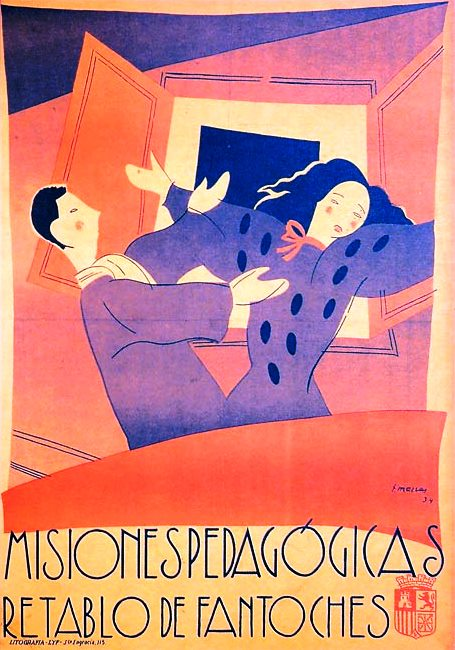
Cartel de Retablo de fantoches, de la autoría de Cándido Fernández Mazas.

El Retablo de fantoches fue un teatrillo de guiñol integrado dentro del departamento de teatro de las Misiones Pedagógicas de la Segunda República Española. Su director fue Rafael Dieste, y estuvo en funcionamiento recorriendo pueblos y aldeas de España entre 1933 y 1936, año en que todo el proyecto se vio desbaratado por la sublevación militar que provocó la guerra civil española.
El Retablo de Fantoches fue la alternativa funcional, sencilla y popular, que sustituyó al "Teatro de las Misiones" allí donde los montajes escénicos no podían llegar. Formaba parte de un paquete de divertimentos culturales, muy del gusto de Manuel Bartolomé Cossío –y de los aldeanos, como puede percibirse en el abundante material gráfico reunido–, en el que también estaban el coro y el recitado de romances. Todo ello en un marco evocador de las andanzas «juglarescas» de los orígenes del teatro, como ya Miguel de Cervantes describía en su Quijote en los episodios protagonizados por Maese Pedro, que luego inspiraron a Manuel de Falla el singular Retablo de Maese Pedro.

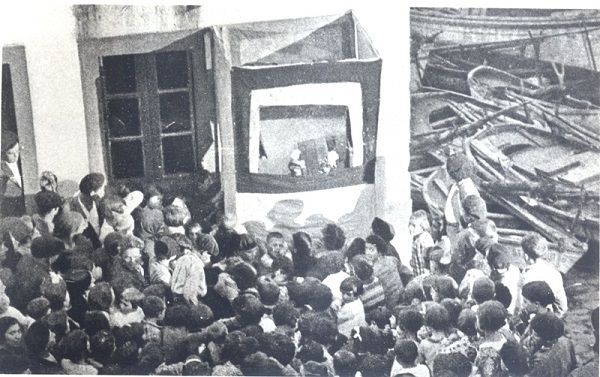
Representación en Malpica, el 20 de octubre de 1933.

La primera representación (El dragón y su paloma) tuvo lugar en la localidad coruñesa de Malpica el 20 de octubre de 1933. Rafael Dieste, además de director fue autor de un nutrido conjunto de piezas o farsas, muchas de ellas convertidas luego en obras y comedias mayores. Entre las más destacables esta su adaptación del romance de La doncella guerrera, a petición de Cossío. El segundo guiñol se representó en León, para el que, al tratarse de una capital, se pudo disponer de mejores materiales y más tiempo de preparación. Para las marionetas se usaron papel, pasta, yeso y cola, y en pocos días dispusieron de dieciocho cabezas. Más tarde y con la ayuda de una costurera y un carpintero se puso en marcha un retablo casi estable que recorrió pueblos leoneses y castellanos.